# 以我之名相聚
以我之名相聚（Gather Together in My Name）是美国作家、诗人马娅·安杰卢於1974年出版的回忆录。它是马娅·安杰卢七本自传中的第二本著作。該書內容由马娅·安杰卢另一本著作《我知道笼中鸟为什么唱歌》中提到的事件而展開。